# Жіночий університет Отяномідзу
Жіночий університет Отяномідзу або Університет Отяномідзу (яп. お茶の水女子大学, おちゃのみずじょしだいがく; англ. Ochanomizu University) — жіночий державний університет у Японії. Розташований за адресою: Токіо, район Бункьо, квартал Оцука 2-1-1. Відкритий у 1949 році. Скорочена назва — Отя́-дай (яп. お茶大, おちゃだい).

## Факультети
- Культурологочіно-педагогічний факультет (яп. 文教育学部)
- Природничий факультет (яп. 理学部)
- Факультет науки життя (яп. 生活科学部)

## Аспірантура
- Аспірантура гуманітарно-культорологічних студій (яп. 人間文化研究科)